# لينليذغاو وفالكيرك الشرقية (دائرة انتخابية في المملكة المتحدة)
لينليذغاو وفالكيرك الشرقية (بالإنجليزية: Linlithgow and East Falkirk)‏ هي إحدى الدوائر الانتخابية في المملكة المتحدة الممثلة في مجلس العموم في برلمان المملكة المتحدة.
عضو البرلمان الذي يمثلها حالياً هو :Michael Connarty (Lab).